# Roncherolles-en-Bray
Roncherolles-en-Bray é uma comuna francesa na região administrativa da Normandia, no departamento de Sena Marítimo. Estende-se por uma área de 14,28 km². Em 2010 a comuna tinha 478 habitantes (densidade: 33,5 hab./km²).